# William Hopkins
William Hopkins (Kingston on Soar, 2 de febrero de 1793 - Cambridge, 13 de octubre de 1866) fue un geólogo inglés, conocido como «el fabricante de wranglers».

## Vida y Obra
Hijo de granjeros, Hopkins montó una granja en Bury St Edmunds (Suffolk) con su primera esposa, pero tras su fallecimiento la vendió e ingresó en el Peterhouse College de la Universidad de Cambridge en 1822. Se graduó el año 1827 en la misma clase que Augustus De Morgan.
Poco después obtuvo el cargo de Esquire Bedell (una especie de mayordomo) de la universidad y empezó a dar clases particulares de matemáticas. Sus alumnos obtenían tan buenas calificaciones en los exámenes de matemáticas que se le llegó a llamar «el fabricante de wranglers». A partir de 1858, Edward John Routh le sustituyó en esta función.
En 1833 se empezó a interesar por la geología, gracias a su amistad con Adam Sedgwick. Publicó varios artículos sobre la naturaleza del interior de la Tierra, sobre la fractura de los continentes y sobre el movimiento de las grandes masas. Aunque la mayoría de sus teorías se demostraron incorrectas, se le reconoce haber sido el primer defensor de la introducción de los modelos matemáticos rigurosos en las teorías geológicas. Por dichos avances recibió la Medalla Wollaston en 1850 y presidió la Sociedad Geológica de Londres desde 1851.